# La Sirena
La Sirena är en ort i Mexiko.   Den ligger i kommunen San Agustín Loxicha och delstaten Oaxaca, i den sydöstra delen av landet, 500 km sydost om huvudstaden Mexico City. La Sirena ligger 1 085 meter över havet och antalet invånare är 667.
Terrängen runt La Sirena är bergig åt nordost, men åt sydväst är den kuperad. Runt La Sirena är det ganska glesbefolkat, med 39 invånare per kvadratkilometer. Närmaste större samhälle är San Agustín Loxicha, 6,4 km nordost om La Sirena. I omgivningarna runt La Sirena växer huvudsakligen savannskog.